# Afrikanische Langohrfledermäuse
Afrikanische Langohrfledermäuse (Laephotis) sind eine Fledermausgattung in der Familie der Glattnasen (Vespertilionidae). Sie kommen im Osten und Süden Afrikas vor.

## Merkmale
Die Arten erreichen eine Kopfrumpflänge von 45 bis 59 mm, eine Schwanzlänge von 35 bis 47 mm sowie eine Unterarmlänge von 32 bis 38 mm. Kleine Arten, wie die Botswana-Langohrfledermaus (Laephotis botswanae), wiegen 4,5 bis 6,8 g, während größere Vertreter, wie die Angola-Langohrfledermaus (Laephotis angolensis) und die De Wintons Langohrfledermaus (Laephotis wintoni), durchschnittlich 7,7 bis 9,6 g wiegen. Der deutsche Trivialname bezieht sich auf die 15 bis 19 mm langen Ohren, die nicht durch einen Hautstreifen am Kopf verbunden sind. Das Fell hat oberseits eine kupferbraune bis olivbraune Farbe, die Unterseite ist braun oder grau. Im Gegensatz zu den Schlitznasen (Nycteridae) stehen die Ohren seitlich vom Kopf ab. Afrikanische Langohrfledermäuse haben vier obere und fünf untere Backenzähne in jeder Kieferhälfte. Pro Seite gibt es zwei obere Schneidezähne.

## Arten und Verbreitung
Folgende Arten zählen zu den Afrikanischen Langohrfledermäusen.
- Angola-Langohrfledermaus (Laephotis angolensis), Angola, Demokratische Republik Kongo.
- Botswana-Langohrfledermaus (Laephotis botswanae), mehrere verstreute Populationen im Süden Afrikas.
- Namibia-Langohrfledermaus (Laephotis namibensis), Namibia, Südafrika (die südafrikanische Population zählt möglicherweise zu Laephotis wintoni).[4][3]
- De Wintons Langohrfledermaus (Laephotis wintoni), Ostafrika.

## Lebensweise
Über die Ökologie dieser Fledermäuse ist sehr wenig bekannt. Meist wurden Einzeltiere, Paare oder kleinere Gruppen unter abgelöster Baumrinde gefunden. Der bewohnte Lebensraum variiert zwischen den Arten. Die Namibia-Langohrfledermaus (Laephotis namibensis) kommt in der Namibwüste vor. Andere Arten halten sich in Savannen, Buschländern oder Heidelandschaften auf. Afrikanische Langohrfledermäuse jagen Insekten, Die De Wintons Langohrfledermaus fängt z. B. Nachtfalter und Käfer.